# Stefan Rademacher
Stefan Rademacher (* 1961 in Düsseldorf) ist ein deutscher Fusionmusiker (Bass, Komposition).

## Leben und Wirken
Rademacher, der in Krefeld aufwuchs, lernte als Kind zunächst autodidaktisch Schlagzeug und Gitarre. Mit zwölf Jahren erhielt er Akkordeonunterricht, später Unterricht auf dem E-Bass. Nach Abitur und Zivildienst studierte er von 1982 bis 1986 an der Universität Düsseldorf  Medizin. Parallel zum Studium trat er in den Bands von Christoph Spendel und Axel Fischbacher auf. Nach einem Jazzkurs in Banff bei Dave Holland entschied er sich für eine Karriere als professioneller Musiker.
Rademacher arbeitete nun auch mit Michał Urbaniak, Annie Whitehead, Eddie Harris und Pete York. Als Mitglied von Norbert Gottschalk & Friends erhielt er 1988 den Preis der deutschen Schallplattenkritik. 1989 trat er in der Schweizer TV-Produktion »Jazz-in-Concert« mit Lee Ritenour, Don Grusin und Tom Brechtlein auf. Bei Live- und Studioproduktionen arbeitete er mit Chaka Khan, Lenny Castro, Joey Heredia, Idris Muhammad, David Friedman, Ack van Rooyen, Bobby Shew, Tom Coster, Will Calhoun, Mike Herting und der WDR Big Band.
Von 1994 bis 2007 gehörte er zur Band von Billy Cobham, in der er fünf Alben aufnahm, weltweit auftrat und auf Randy Brecker, Gary Husband, George Duke, Hiram Bullock, Dean Brown, Tim Garland und Dave Samuels traf. Seit 1997 spielte er regelmäßig mit dem Gitarristen Axel Fischbacher und Gästen im Jazzkeller Krefeld in der Konzertreihe jazzattack. Er ist auch auf Alben von Peter Wölpl, Jörg Kaufmann, Klaus König und Frank Sichmann zu hören.
Rademacher ist seit 1995 Dozent an der Hochschule der Künste Bern; daneben hat er Lehraufträge an der Robert Schumann Hochschule Düsseldorf und seit 2009 auch an der Folkwang Universität der Künste.